# Prosopocoilus natalensis natalensis
Prosopocoilus natalensis natalensis es una subespecie de coleóptero de la familia Lucanidae.

## Distribución geográfica
Habita en Etiopía.